# Full Moon (EXID)
Full Moon è il quarto mini-album del girl group sudcoreano EXID, pubblicato nel 2017.

## Tracce
1. DDD – 3:25
2. Too Good to Me – 3:24
3. Dreamer (꿈에?, Solji solo) – 3:24
4. Alice (featuring PinkMoon; Junghwa solo) – 3:19
5. WeekEnd (LE e Hani) – 4:03
6. Foolish (서툰 이별?, Hyelin solo) – 4:13

## Classifiche
| Classifica (2017) | Posizione massima |
| ----------------- | ----------------- |
| Corea del Sud     | 7                 |